# 1708
1708 (MDCCVIII) byl rok, který dle gregoriánského kalendáře započal nedělí.

## Události
- 11. července – V bitvě u Oudenaarde alianční armáda, které veleli Evžen Savojský a Marlborough, porazila francouzská vojska.
- 1. srpna – Budoucí císař Karel VI. se v Barceloně oženil s princeznou Alžbětou Kristýnou Brunšvicko-Wolfenbüttelskou.
- 3. srpna – V bitvě u Trenčína porazila císařská armáda pod velením Sigberta Heistera vojsko Františka II. Rákócziho.
- 9. října – V bitvě u Lesné, jedné z rozhodujících bitev severní války, porazila ruská armáda švédská vojska.
- Byl zrušen Kazaňský chanát a přeměněn na gubernii.

### Probíhající události
- 1700–1721 – Severní válka
- 1701–1714 – Válka o španělské dědictví
- 1708–1709 – Švédské tažení do Ruska

## Vědy a umění
- Petr Veliký zreformoval psaní cyrilice.

## Narození

### Česko
- 9. února – Václav Jan Kopřiva, skladatel († 7. června 1789)
- 25. února – Felix Benda, skladatel a varhaník († 12. ledna 1768)
- 8. dubna – Jiří Čart, houslista a skladatel († 1778)
- 11. dubna – Ferdinand Bonaventura II. z Harrachu, politik a diplomat († 28. ledna 1778)
- 19. června – Václav Ignác Brasch, malíř a grafik († ? 1761)
- 5. listopadu – Josef Bonaventura Piter, kněz a historik († 15. května 1764)
- neznámé datum – Jan Křtitel Jiří Neruda, houslista, sbormistr a skladatel († ? 1780)

### Svět

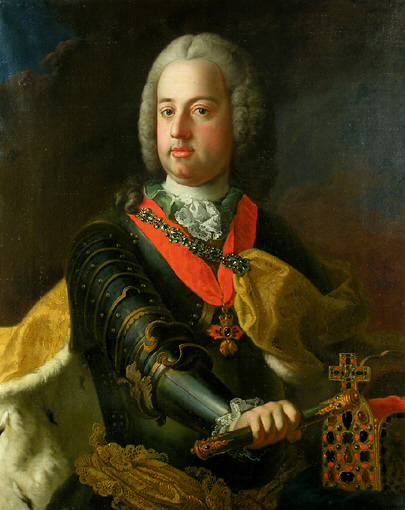
František I. Štěpán Lotrinský (* 8. prosince)

- 27. ledna – Anna Petrovna, ruská velkokněžna († 15. března 1728)
- 23. února – Karel Ludvík Fridrich Meklenbursko-Střelický, otec Šarloty, královny Británie a Hannoverska († 5. června 1752)
- 19. června – Johann Gottlieb Janitsch, německý skladatel († 1763)
- 26. srpna – Matteo Capranica, italský varhaník a hudební skladatel († 1776)
- 21. září – Antioch Dmitrijevič Kantemir, ruský básník rumunského původu († 11. dubna 1744)
- 16. října – Albrecht von Haller, švýcarský anatom, fyziolog, botanik a básník († 12. prosince 1777)
- 15. listopadu – William Pitt, britský státník († 11. května 1778)
- 8. prosince – František I. Štěpán Lotrinský, lotrinský vévoda a manžel Marie Terezie († 18. srpna 1765)
- 28. prosince – Zikmund z Haimhausenu, bavorský právník a podnikatel († 16. ledna 1793)
- neznámé datum
  - Lozang Kalzang Gjamccho, tibetský dalajlama († 1757)
  - Giuseppe Avossa, italský hudební skladatel († 9. ledna 1796)
  - Giovanni Battista Lampugnani, italský hudební skladatel († 2. června 1786)

## Úmrtí

### Česko
- 25. dubna – Jan Barner, jezuita, náboženský spisovatel (* 3. února 1643)
- 23. května – Adam Ignác Mladota ze Solopysk, šlechtic a duchovní (* 1673)
- 28. června – Arnošt Josef z Valdštejna, šlechtic (* 7. června 1654)
- 13. července – Leopold Ignác z Ditrichštejna, šlechtic (* 16. srpna 1660)

### Svět

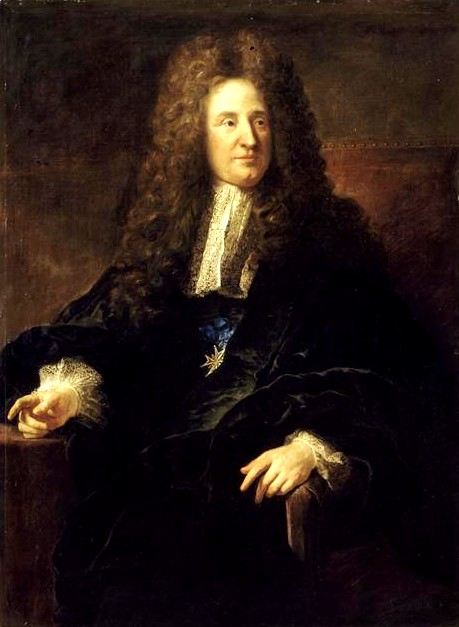
Jules Hardouin-Mansart († 11. května)

- 6. května – François de Montmorency-Laval, francouzský katolický biskup Québecu, světec (* 30. dubna 1623)
- 1708 – Jules Hardouin-Mansart, francouzský architekt, dvorní stavitel Ludvíka XIV. (* 16. dubna 1646)
- 12. května – Adolf Fridrich II. Meklenbursko-Střelický, meklenbursko-střelický vévoda (* 19. října 1658)
- 1. října – John Blow, anglický hudební skladatel (pokřtěn 23. února 1649)
- 10. října
  - David Gregory, skotský matematik a astronom (* 3. června 1659)
  - Olympie Manciniová, francouzská šlechtična, intrikánka, špiónka, milenka krále Ludvíka XIV. (* 1638/1640)
- 11. října – Ehrenfried Walther von Tschirnhaus, německý přírodovědec, matematik a filosof (* 10. dubna 1651)
- 28. října – Jiří Dánský, manžel Anny Stuartovny, princ-manžel Království Velké Británie (* 2. dubna 1653
- 7. listopadu – Ludolf Bakhuizen, nizozemský malíř (* 18. prosince 1631)
- 11. prosince – Hedvika Žofie Švédská dcera švédského krále Karla XI. (* 26. června 1681)
- ? - Jemeljan Ukrajincev, ruský státník a diplomat (* 1641)
- ? - Giovanni Battista Triumfetti, italský lékař a botanik (* 1656)

## Hlavy států
- Dánsko-Norsko – Frederik IV. (1699–1730)
- Francie – Ludvík XIV. (1643–1715)
- Habsburská monarchie – Josef I. (1705–1711)
- Osmanská říše – Ahmed III. (1703–1730)
- Polsko – Stanislav I. Leszczyński  (1704–1709)
- Portugalsko – Jan V. (1706–1750)
- Prusko – Fridrich I. (1688–1713)
- Rusko – Petr I. (1682–1725)
- Španělsko – Filip V. (1700–1724)
- Švédsko – Karel XII. (1697–1718)
- Velká Británie – Anna Stuartovna (1702–1714)
- Papež – Klement XI. (1700–1721)
- Japonsko – Higašijama (1687–1709)
- Perská říše – Husajn Šáh (1694–1722)